# Sidbena

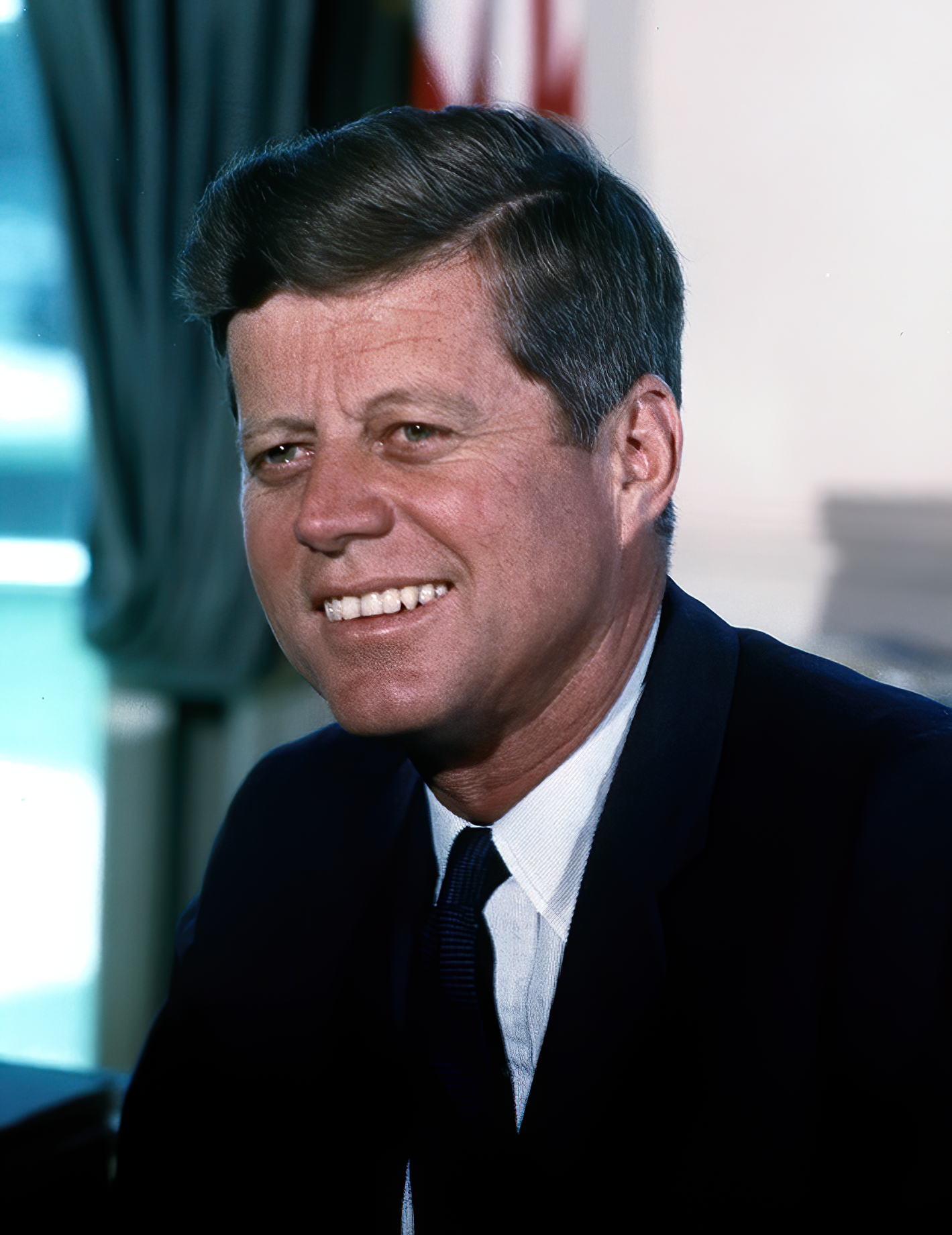
John F. Kennedy med sidbena.

Sidbena eller snedbena är en frisyr, där håret delas upp i en bena, vilken är belägen på sidan om huvudet till skillnad från mittbenan. Frisyren var vanlig under 1900-talet, men förekommer även i dagens modevärld.
Sidbenan är eller har varit vanlig tillsammans med kort hår, åtminstone bland män (engelskans regular haircut).

## Kända personer med sidbena
- John F. Kennedy
- Robert F. Kennedy
- Frank Sinatra
- Adolf Hitler
- Ernst Rolf
- Olof Palme
- Albert Speer
- Boris Jeltsin